# Mokhtar Dhouieb
Mokhtar Dhouieb (Sfax, 23 marzo 1952) è un ex calciatore tunisino, di ruolo difensore.

## Palmarès

### Club

#### Competizioni nazionali
- Campionato tunisino: 2

Sfaxien: 1977-1978, 1980-1981